# Inondation cymbrienne
L'Inondation cymbrienne,  ou inondation cimbrienne, dite aussi déluge cimbrique, aurait été, selon certains comptes romains, une grande inondation de la mer dans la région du Jutland dans la période 120-114 av. J.-C., ce qui a entraîné une altération permanente du littoral avec beaucoup de terres perdues.
C'est à la suite de cette inondation que les Cimbres auraient migré vers le sud ; avec les Ambrones et les Teutons, ils sont entrés en conflit avec les Romains, précipitant la guerre des Cimbres (113 à 101 av.JC)
Le géographe grec contemporain Strabon, bien que sceptique, décrit ainsi le déluge et ses conséquences :

« Quant aux Cimbres, certaines choses qu'on raconte à leur sujet sont inexactes et d'autres sont extrêmement improbables. Par exemple, on ne pouvait pas accepter une telle raison pour qu'ils soient devenus un peuple errant et pirate comme celui-ci que pendant qu'ils habitaient sur une péninsule, ils ont été chassés de leurs habitations par une grande marée montante ; car, en fait, ils tiennent toujours le pays qu'ils tenaient autrefois ; et ils envoyèrent en cadeau à Auguste la bouilloire la plus sacrée de leur pays, avec un plaidoyer pour son amitié et pour une amnistie de leurs offenses antérieures, et quand leur requête fut accordée, ils firent voile vers la maison ; et il est ridicule de supposer qu'ils sont partis de chez eux parce qu'ils étaient furieux à cause d'un phénomène qui est naturel et éternel, se produisant deux fois par jour. Et l'affirmation qu'une marée montante excessive s'est produite une fois ressemble à une fabrication, car lorsque l'océan est affecté de cette manière, il est soumis à des augmentations et des diminutions, mais celles-ci sont réglementées et périodiques. »

Des chercheurs tels que Jürgen Spanuth (1907-1998) ont cherché à redater le déluge de Cimbres de plus d'un millénaire, rompant ses liens historiques avec les pérégrinations des Cimbres et des Teutons et la reliant plutôt aux invasions des peuples de la mer de la fin du XIIIe siècle et du début du XIIe siècle av. J.-C., chassés de leurs terres du nord pour attaquer les royaumes sédentaires de la Méditerranée.